# Trận Villepion
Trận Villepion là một hoạt động quân sự trong Chiến dịch tấn công Pháp của quân đội Phổ – Đức vào các năm 1870 – 1871, đã diễn ra vào ngày 1 tháng 12 năm 1870, giữa Orgeres và Patay (nước Pháp). Trong trận giao chiến lâu dài này, Quân đoàn XVI trong quân đội Cộng hòa Pháp, dưới quyền chỉ huy của tướng Antoine Chanzy, đã tấn công và giành chiến thắng trước Quân đoàn Bayern I của quân đội Phổ dưới quyền chỉ huy của Thượng tướng Bộ binh Ludwig von der Tann. Trận chiến Villepion đã trở thành chiến thắng thứ hai và cũng là chiến thắng cuối cùng của Binh đoàn Loire của Pháp, sau trận Coulmiers hồi tháng 11 năm 1870. Thành công của các đội quân tuyển mộ thiếu kinh nghiệm của Pháp được xem là đã thể hiện tài năng và sự năng động của các tướng lĩnh Pháp, cũng như là cuộc tấn công của những người lính kỳ cựu đã giành nhiều thắng lợi trong quá khứ. Thất bại này đã buộc các lữ đoàn Bayern phải triệt thoái về Loigny và Orgeres. Tuy rằng đây không phải là một thắng lợi toàn diện, trận đánh tại Villepion đã củng cố niềm tin về chiến thắng của người Pháp – và điều này đã không trở thành hiện thực.

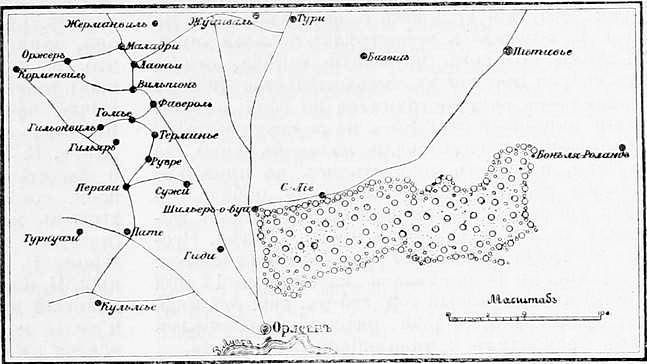
Trận Villepion

Vào ngày 26 tháng 11 năm 1870, các lực lượng của Đức chiếm được Châteaudun, đẩy Quân đoàn XVI của Pháp do Chanzy chỉ huy vào nguy cơ bị tấn công từ phía tây. Tuy nhiên, cuộc phòng ngự của du kích quân Pháp (franc-tireur) dưới sự chỉ đạo của Đại tá Joseph de Lipowski trên sông Conie đã tạo điều kiện cho Chanzy chỉnh đốn quân ngũ chống lại Phân bộ quân (thuộc Binh đoàn thứ hai) của Đức dưới quyền Friedrich Franz II, Đại Công tước xứ Mecklenburg. Tình hình cho thấy là Chanzy sẽ phải thực hiện một vận động về hướng đông, nhưng điều đó cũng khiến ông phải tổ chức một cuộc hành quân bên sườn ngang qua mặt của đoàn quân dưới quyền Mecklenburg. Trước khi Chanzy có thể tiến về hướng đông, ông ta cần phải tiến công về hướng bắc để xóa sổ mối đe dọa trực tiếp đến sườn của quân ông. Và, vào ngày 1 tháng 12, ông ta tiến quân theo hướng Orgères. Trong khi đó, tướng Von der Tann phát động một cuộc hành binh từ Orgères xuống Loigny theo đường Orléans. Nhờ sự quan tâm của Chanzy đối với binh lính của mình, phía Pháp đã hăng hái tiến quân, và lực lượng tiền vệ của họ đụng chạm với lực lượng tiền vệ của Bayern. Đang phân bố lỏng lẻo ở các ngôi làng rải rác trên bình nguyên phía tây Artenay, quân đội Bayern không thể tiến hành kháng cự ngay lập tức. Trong khi lực lượng pháo binh Pháp bắn chính xác, lính bộ binh Pháp xung phong như vũ bão.
Bị quân số áp đảo của Pháp uy hiếp từ phía trước và Sư đoàn Kỵ binh Michel đe dọa ở bên sườn, Lữ đoàn Bayern số 1 bị buộc phải rút lui tới Villepion. Lữ đoàn số 2 đang tiến quân từ Orgères đã dừng lại về hướng tây Nonneville, và Lữ đoàn Bayern số 4 tiến tới giữa Villepion và Faverolles. Tại vị trí này, mặc dù bị đánh thiệt hại nặng, phía Bayern vẫn cầm cự trong một thời gian dài. Ở cánh phải của họ, Vương tử Leopold của Bayern, chỉ huy một khẩu đội pháo mà chỉ có 4 khẩu đại bác vẫn còn hoạt động, đã cản bước tiến quân Pháp đến Nonneville, khiến cho quân Pháp không thể thực hiện một cuộc đột phá. Thành tích này đã khiến cho Vương tử Leopold được vua Ludwig II của Bayern tặng thưởng huân chương quân sự cao quý nhất của vương quốc. Tuy nhiên, sĩ khí của quân Pháp lên cao, trong khi quân Bayern bị suy nhược. Khi trời chạng vạng tối, một chỉ huy sư đoàn quan trọng nhất của Chanzy là Đô đốc Bernard Jauréguiberry đã mở một đợt tấn công dữ dội quanh nông trang có tường bao bọc của Villepion, xuyên thủng các bức tường và đè bẹp quân phòng thủ. Quân Bayern chịu thiệt hại khoảng 900 người, trong khi phía Pháp thương vong hơn 1.000 quân. Đêm đã gần đến, và do thiếu thốn đạn dược, Lữ đoàn Bayern số 1 rút về Loigny, nhưng phải đến 17 giờ thì Lữ đoàn Bayern số 2 mới rút về Orgères. Buổi tối, Lữ đoàn số 3 đến Loigny trong khi Lữ đoàn số 4 đến Orgères. Trong một bản báo cáo của ông đến chính quyền Pháp, Chanzy đã không ngại tán dương thắng lợi của mình. Hôm sau (2 tháng 12), được các trận thắng ở Coulmiers và Villepion khuyến khích, Chanzy tiếp tục bước tiến của mình và ồ ạt tấn công vào đội quân của Mecklenburg trong trận Loigny-Poupry: quân đội Đức đã đập tan các đợt công kích của Pháp và buộc Chanzy phải rút quân.